# Západopahárské jazyky
Západopahárské jazyky tvoří podskupinu pahárských jazyků. Mluví se jimi na jižní straně Himálaje od indického Uttarákhandu přes Himáčalpradéš, Džammú a Kašmír až po Pákistán. Hornatý kraj ale přeje velkému množství mluvených dialektů, které plynule přecházejí jeden do druhého, a to v rámci celé pahárské skupiny. V různých zdrojích mohou být některé dialekty popisovány jako další samostatné jazyky. Současně jsou jednotlivé pahárské dialekty částečně vzájemně srozumitelné s jazyky přilehlých nižších poloh, zejména s paňdžábštinou, rádžasthánštinou a hindštinou resp. urdštinou. Jednotná spisovná forma západopahárským jazykům chybí.
K významnějším jazykům této skupiny patří kašmírské dógrí (dogrī, dogarština).
Pahárské dialekty v Indii (a zejména v Himáčalpradéši) bývají často také označovány společným termínem pahárština (पहाड़ी, pahāṛī, v překladu „horský jazyk“).
Ethnologue rozlišuje následující západopahárské jazyky s celkovým počtem mluvčích (zjištěným při různých sčítáních v rozmezí 16 let od roku 1991 do roku 2007) přes 7 miliónů:
| Kód | Jazyk | Mluvčích | Rok  | Rozšíření |
| --- | --- | -------- | ---- | --- |
| phr | potwarština (Pahari-Potwari, Chibhali, Dhundi-Kairali, Pothohari, Potohari, Potwari)                                              | 49400    | 2000 | Pákistán, Murree Hills severně od Rávalpindí, na východ až po Ázád Kašmír, na sever až po dolní polovinu údolí Neelum               |
| dgo | dógrí (Dogri, Dhogaryali, Dogari, Dogri Jammu, Dogri Pahari, Dogri-Kangri, Dongari, Hindi Dogri, Tokkaru)                         | 2110000  | 1997 | Džammú a Kašmír, okresy Udhampur, Reasi, Kathua a Poonch                                                                            |
| bhd | bhadarvahština (Bhadrawahi, Baderwali, Badrohi, Bahi, Bhadarwahi, Bhaderbhai Jamu, Bhaderwali Pahari, Bhadrava, Bhadri)           | 53000    | 2002 | Džammú a Kašmír, okres Doda, město Bhadarwah a okolní vesnice                                                                       |
| xnr | kángrí (Kangri, Kangra-Dogri, Pahari, Pahari Kangri)                                                                              | 1700000  | 1996 | Himáčalpradéš, okresy Kángrí, Hamírpur a Una                                                                                        |
| bfz | mahásu pahárština (Mahasu Pahari, Mahasui)                                                                                        | 1000000  | 2002 | Himáčalpradéš, okresy Šimla a Sólan                                                                                                 |
| mjl | mandijština (Mandeali, Himachali, Mandi, Mandiali, Pahari Mandiyali)                                                              | 900000   | 1991 | Himáčalpradéš, okres Mandí |
| srx | sirmaurština (Sirmauri, Himachali, Pahari, Sirmouri, Sirmuri)                                                                     | 400000   | 2005 | Himáčalpradéš, okres Sirmaur a jihovýchodní část okresu Šimla                                                                       |
| kfs | biláspurština (Bilaspuri, Bilaspuri Pahari, Kahluri, Kehloori Pahari, Kehluri, Pacchmi)                                           | 295000   | 1991 | Himáčalpradéš, okres Biláspur |
| cdh | čambalština (Chambeali, Cameali, Chamaya, Chambiali, Chambiyali, Chamiyali Pahari, Chamya)                                        | 130000   | 1991 | Himáčalpradéš, okres Čamba, tehsil Čamba; také Džammú a Kašmír                                                                      |
| cdj | čurahí (Churahi, Chaurahi, Churahi Pahari, Churai Pahari)                                                                         | 111000   | 1991 | Himáčalpradéš, okres Čamba, tehsily Chaurah a Saluni, subtehsil Bhalai                                                              |
| gbk | gaddí (Gaddi, Bharmauri Bhadi, Gaddyali, Gadi, Gadiali, Pahari Bharmauri, Panchi Brahmauri Rajput)                                | 110000   | 2007 | Himáčalpradéš, okres Čamba, tehsil Brahmaur, subtehsil Holi; také Uttarpradéš, Džammú a Kašmír, Madhjapradéš, Paňdžáb a Dillí       |
| kfx | kullská pahárština (Kullu Pahari, Kauli, Kullui, Kulu Boli, Kulu Pahari, Kului, Kulvi, Kulwali, Pahari, Pahari Kullu, Phari Kulu) | 109000   | 1997 | Himáčalpradéš, okres Kullú, tehsily Banjar, Balichowk a Sainj                                                                       |
| bht | bhattijština (Bhattiyali, Bhateali, Bhatiali Pahari, Bhatiyali)                                                                   | 102000   | 1991 | Himáčalpradéš, okres Čamba, tehsil Bhattiyat, subtehsil Sihunta                                                                     |
| hii | hindurština (Hinduri, Handuri) | 29700    | 2001 | Himáčalpradéš, okres Sólan, města Rámšahr, Nalagarh a okolní vesnice                                                                |
| pgg | pangijština (Pangwali) | 17000    | 1997 | Himáčalpradéš, okres Čamba, tehsil Pangi; také okres Láhaul a Spíti, Udaipur dolů po řece Čanáb až na hranici okresu Čamba u Purthi |
| kjo | haridžanská kinnaurština (Harijan Kinnauri, Chamang Boli, Harijan Boli, Orasi, Ores, Boli, Sonar Boli)                            | 6330     | 1998 | Himáčalpradéš, okres Kinnaur |
| jns | džaunsarština (Jaunsari, Jansauri, Jaunsauri, Pahari)                                                                             | 100000   | 2001 | Uttarákhand, okres Déhrá Dún, tehsily Kalsi, Tiuni, Chakrata a Jaunsar-Bawar Division                                               |

## Vzorový text vhimáčalštině
Zdroj: Himachali Forum
| himáčalsky    | कुसी वी भाषा दे विकास च लोक साहित्य रा टकोदा योगदान होंदा ऐ। लोक साहित्य उस भाषा दी पुरातनता कनैं समृद्धता दा वी प्रतीक ऐ। हिमाचली वी आधुनिक भारती भाषां च उतणी ई पुराणी भाषा ऐ जितणियां कि होर।                                                                            |
| transliterace | kusī vī bhāṣā vikās ca lok sāhitya rā ṭakodā yogdān hondā ai. lok sāhitya us bhāṣā dī purātnatā kanaĩ samr̥ddhatā dā vī pratīk ai. himācalī vī ādhunik bhāratī bhāṣā ca utṇī ī purāṇī bhāṣā ai jitṇiyā̃ ki hor. |